# Carex crebriflora
Carex crebriflora är en halvgräsart som beskrevs av Karl McKay Wiegand. Carex crebriflora ingår i släktet starrar, och familjen halvgräs. Inga underarter finns listade i Catalogue of Life.